# Esther Brandeau
Esther Brandeau, född 1718, död efter 1740, var en fransk sjöman.
Brandeau blev berömd i sin samtid då hon år 1738 upptäcktes i Kanada som en judisk flicka förklädd till skeppsgosse. Hon är också känd som den första judiska personen i Kanada, där all religion utom den katolska var förbjuden. Hon har blivit föremål för fiktion. Hennes livshistoria är främst känd från det förhör som hölls med henne av myndigheterna 1738, och uppgifterna i det har inte bekräftats. 

## Biografi
I Quebec i september 1738 avslöjades skeppsgossen Jacques La Fargue på fartyget Saint-Michel som kvinna förklädd till man. Hon sattes i arrest och fick undergå förhör på Hôpital Général. 

### Undersökning och förhör
Hon uppgav att hon hade fötts som Esther Brandeau 1718 i Saint-Esprit nära Bayonne som dotter till den judiske affärsmannen David Brandeau. När hon år 1733 reste via båt för att besöka sin bror och faster i Amsterdam hade skeppet förlist, och hon hade omhändertagits av Catherine Churiau i Biarritz. Denna hade förmått henne att bryta flera judiska tabun, som att äta fläsk, och hon hade därefter beslutat att aldrig återvända till sin familj utan leva som en man för att uppleva samma frihet som de kristna. Hon hade sedan dess arbetat som skeppsgosse, springpojke till en skräddare, lakej, tjänare till en infanterikapen och, sedan hon blivit arresterad för stöld, låtit värvat sig som skeppsgosse på ett skepp till Kanada, där hon blivit avslöjad. 
Förhörsledaren uppgav att det var osäkert hur mycket av hennes historia som var sann. 

### Senare liv
Fallet väckte stort uppseende i Kanada var något av ett samtida sensationsfall. Orsaken var inte enbart att hon hade poserat som man, utan också på grund av hennes judiska ursprung, vid en tidpunkt när även icke ortodoxa katoliker inte tolererades i Kanada och alla icke katoliker ställdes inför valet att konvertera eller deporteras. Hon var troligen den första judiska personen i Kanada. Hennes fall ansågs viktigt och drog till sig intresse på högsta nivå inte bara i kolonin utan i Frankrike. Själv uppgav hon att hon var villig att konvertera. Hon mottog instruktioner. 
Myndigheterna rapporterade att hon aldrig betedde sig direkt olämpligt, men att hon var så nyckfull och rastlös att det i praktiken ändå visat sig omöjligt att konvertera henne, och man anhöll därför ett år senare hos Ludvig XV om att hon skulle deporterades. Kungen bekostade då hennes återresa. Hon uppgavs i januari 1740 vara på återresa till Frankrike.  

## Fiktion
Esther Brandeau blev föremål för en TV-serie från 1963. Hon är även föremål för romanerna Esther av Sharon E. McKay (2004) och The Tale-Teller av Susan Glickman (2012).